# Matt Prokop
Matt Prokop (Victoria, 29 luglio 1990) è un attore statunitense.

## Biografia
Ha raggiunto la fama grazie al suo ruolo di Jimmie "The Rocket" Zara in High School Musical 3: Senior Year. È nato in Texas, ma si è trasferito a Los Angeles all'età di 16 anni per proseguire nella sua carriera da attore. Prokop è rappresentato dalla Management 360 e APA.
Nel 2009 ha avuto una relazione con Sarah Hyland, conosciuta durante le audizioni di High School Musical 3: Senior Year, terminata nel 2014 in seguito a un tentativo di aggressione dopo ripetute minacce nei confronti della Hyland, la quale ottenne un ordine restrittivo provvisorio dal tribunale.

## Filmografia

### Cinema
- An Angel Named Billy, regia di Greg Osborne (2007)
- Green Flash, regia di Paul Nihipali (2008)
- High School Musical 3: Senior Year, regia di Kenny Ortega (2008)
- Puzzole alla riscossa (Furry Vengeance), regia di Roger Kumble (2010)
- Monster Heroes, regia di Danny Cistone (2010)
- Conception, regia di Josh Stolberg (2011)
- Cougar Hunting, regia di Robin Blazak (2011)
- Geek Charming (2011)
- Struck by Lightning, regia di Pietro Buglino (2012)
- April Apocalypse, regia di Jarret Tarnol (2013)

### Televisione
- Hannah Montana – serie TV, episodio 1x23 (2007)
- The Office – serie TV, episodio 3x17 (2007)
- In the Motherhood – serie TV, 7 episodi (2009)
- Medium – serie TV, episodio 6x08 (2009)
- Regista di classe (Geek Charming), regia di Jeffrey Hornaday – film TV (2011)
- Buona fortuna Charlie (Good Luck Charlie) – serie TV, episodio 2x06 (2011)
- Modern Family – serie TV, episodio 3x22 (2012)
- Perception – serie TV, episodio 2x06 (2013)

## Discografia

### Colonna Sonora
- 2008 - High School Musical 3: Senior Year

## Doppiatori italiani
Nelle versioni in italiano dei suoi lavori, Matt Prokop è stato doppiato da:
- Andrea Mete in High School Musical 3: Senior Year, Modern Family
- Daniele Raffaeli in Hannah Montana
- Daniele Giuliani in Regista di classe
- Jacopo Cinque in Buona fortuna Charlie
- Daniele Ciglia in Perception
- Davide Perino in Puzzole alla riscossa